# Nick Moore (Regisseur)
Nick Moore (* vor 1980) ist ein britischer Filmeditor und Filmregisseur.

## Karriere
Nick Moore begann seine Laufbahn in den frühen 1980er Jahren zunächst als Schnittassistent. Seit Mitte der 1990er Jahre ist er als eigenständiger Editor tätig.
2008 führte Moore in der Teenager-Komödie Wild Child Regie und inszenierte damit seinen ersten Spielfilm. Zwei weitere Regiearbeiten folgten. Seine Arbeiten im Bereich Filmschnitt waren unter anderem Ganz oder gar nicht (1997), für den er einen British Academy Film Award in der Kategorie Bester Schnitt bekam und About a Boy oder: Der Tag der toten Ente, für den er einen American Cinema Editors in der Kategorie Bester Filmschnitt – Komödie oder Musical erhielt.

## Filmografie (Auswahl)

### Als Filmeditor
- 1994: Keeper (Fernseh-Kurzfilm)
- 1997: Ganz oder gar nicht (The Full Monty)
- 1998: Brombeerzeit (The Land Girls)
- 1998: Starkey
- 1999: Notting Hill
- 2000: Beautiful Joe
- 2001: Schlimmer geht’s immer! (What's the Worst That Could Happen?)
- 2001: Die Männer Ihrer Majestät (All the Queen’s Men)
- 2002: About a Boy oder: Der Tag der toten Ente (About a Boy)
- 2003: Tatsächlich… Liebe (Love Actually)
- 2004: … und dann kam Polly (Along Came Polly)
- 2004: Verrückte Weihnachten (Christmas with the Kranks)
- 2005: Eine zauberhafte Nanny (Nanny McPhee)
- 2006: Das Gesicht der Wahrheit (Freedomland)
- 2006: Littleman
- 2007: Meet Bill
- 2010: Verlobung auf Umwegen (Leap Year)
- 2010: Morning Glory
- 2012: Spieglein Spieglein – Die wirklich wahre Geschichte von Schneewittchen (Mirror Mirror)
- 2013: Le bonheur
- 2014: Broadway Therapy (She’s Funny That Way)
- 2015: Jenny’s Wedding
- 2015: Im Rausch der Sterne (Burnt)
- 2017: Der Offizier: Liebe in Zeiten des Krieges (The Ottoman Lieutenant)
- 2018: Ein letzter Job (King of Thieves)
- 2020: Die fantastische Reise des Dr. Dolittle (Dolittle)
- 2022: What’s Love Got to Do with It?
- 2023: Are You There God? It’s Me, Margaret.

### Als Regisseur
- 2005: A Good Day for Ted Schmetterling (Kurzfilm)
- 2008: Wild Child
- 2011: Henry der Schreckliche (Horrid Henry: The Movie)
- 2014: Pudsey the Dog: The Movie